# Nuova Zelanda ai Giochi della XXIV Olimpiade
La Nuova Zelanda partecipò ai Giochi della XXIV Olimpiade, svoltisi a Seul, Corea del Sud, dal 17 settembre al 2 ottobre 1988, con una delegazione di 83 atleti impegnati in sedici discipline.

## Medaglie
| Medaglia | Atleta                                                       | Sport       | Evento                        |
| -------- | ------------------------------------------------------------ | ----------- | ----------------------------- |
| Oro      | Bruce Kendall                                                | Vela        | Tavola II Divisione maschile  |
| Oro      | Ian Ferguson Paul MacDonald                                  | Canoa/kayak | K2 500 m maschile             |
| Oro      | Mark Todd                                                    | Equitazione | Concorso completo individuale |
| Argento  | Rex Sellers Chris Timms                                      | Vela        | Tornado                       |
| Argento  | Ian Ferguson Paul MacDonald                                  | Canoa/kayak | K2 1000 m maschile            |
| Bronzo   | Paul Kingsman                                                | Nuoto       | 200 m dorso maschili          |
| Bronzo   | Eric Verdonk                                                 | Canottaggio | Singolo maschile              |
| Bronzo   | George Keys Ian Wright Greg Johnston Chris White Andrew Bird | Canottaggio | 4 con maschile                |
| Bronzo   | Lynley Hannen Nikki Payne                                    | Canottaggio | 2 senza femminile             |
| Bronzo   | Anthony Mosse                                                | Nuoto       | 200 m farfalla maschili       |
| Bronzo   | John Cutler                                                  | Vela        | Finn maschile                 |
| Bronzo   | Paul MacDonald                                               | Canoa/kayak | K1 500 m maschile             |
| Bronzo   | Andrew Bennie Margaret Knighton Tinks Pottinger Mark Todd    | Equitazione | Concorso completo a squadre   |

### Medagliere per discipline
| Sport       | Oro | Argento | Bronzo | Totale |
| ----------- | --- | ------- | ------ | ------ |
| Canoa/kayak | 1   | 1       | 1      | 3      |
| Vela        | 1   | 1       | 1      | 3      |
| Equitazione | 1   | 0       | 1      | 2      |
| Canottaggio | 0   | 0       | 3      | 3      |
| Nuoto       | 0   | 0       | 2      | 2      |
| Totale      | 3   | 2       | 8      | 13     |